# Чавинь
Чавинь (вьет. Trà Vinh) — город провинциального подчинения на юго-востоке Вьетнама, административный центр провинции Чавинь.
Расположен в Дельте Меконга, примерно в 202 км к юго-западу от города Хошимин, в 100 км к востоку от города Кантхо и в 40 км к западу от побережья Южно-Китайского моря. Площадь города — 68,035 км². Население по данным на 2009 год составляет 131 360 человек. Большую часть населения составляют вьеты, однако здесь велика доля и этнических меньшинств. Так, 19,96 % населения составляют кхмер-кром, 6,22 % — хоа и 0,20 % — прочие этнические группы.
В административном отношении подразделяется на 9 городских кварталов и 1 общину.

## Галерея

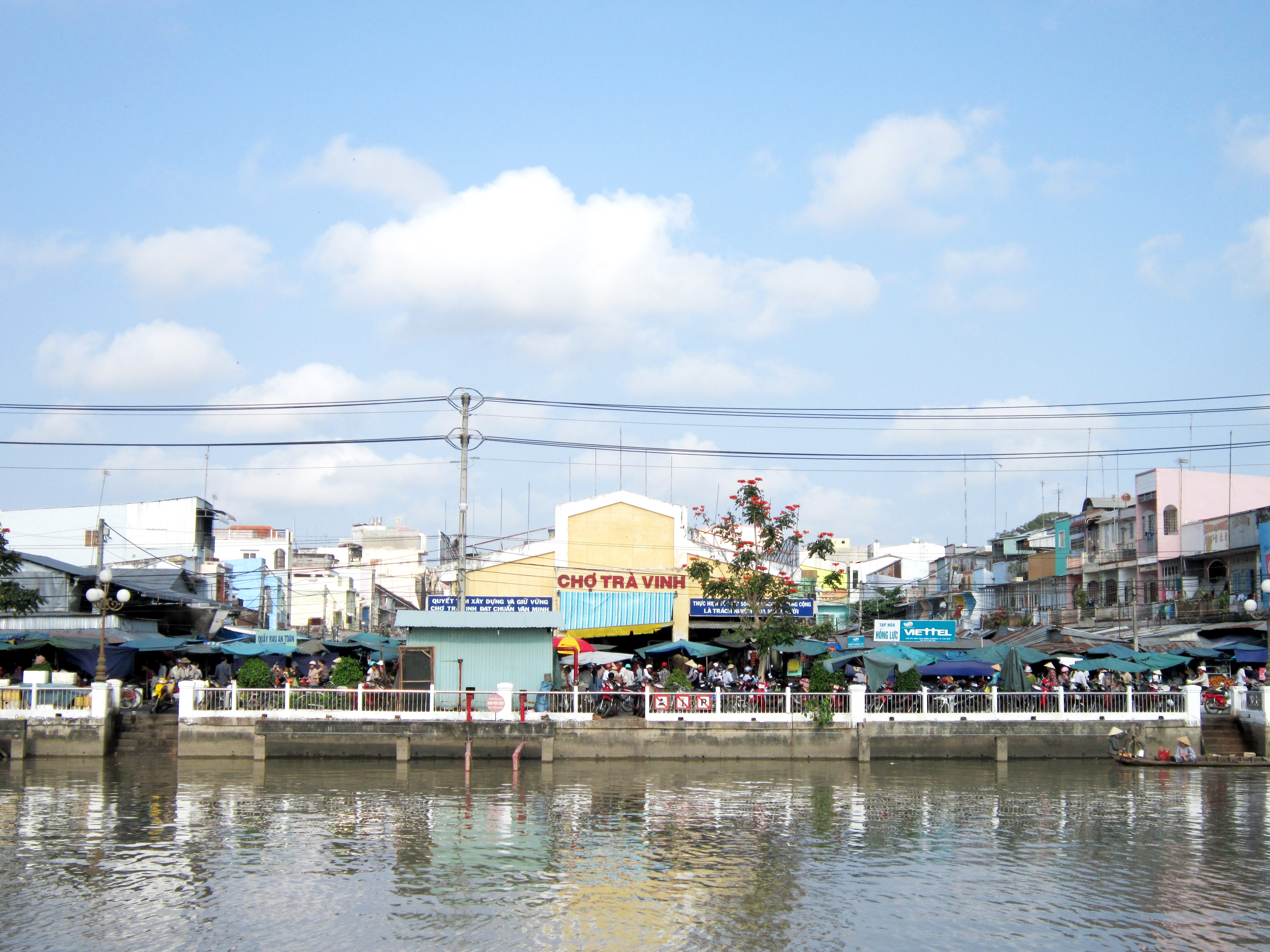
Рынок в городе Чавинь
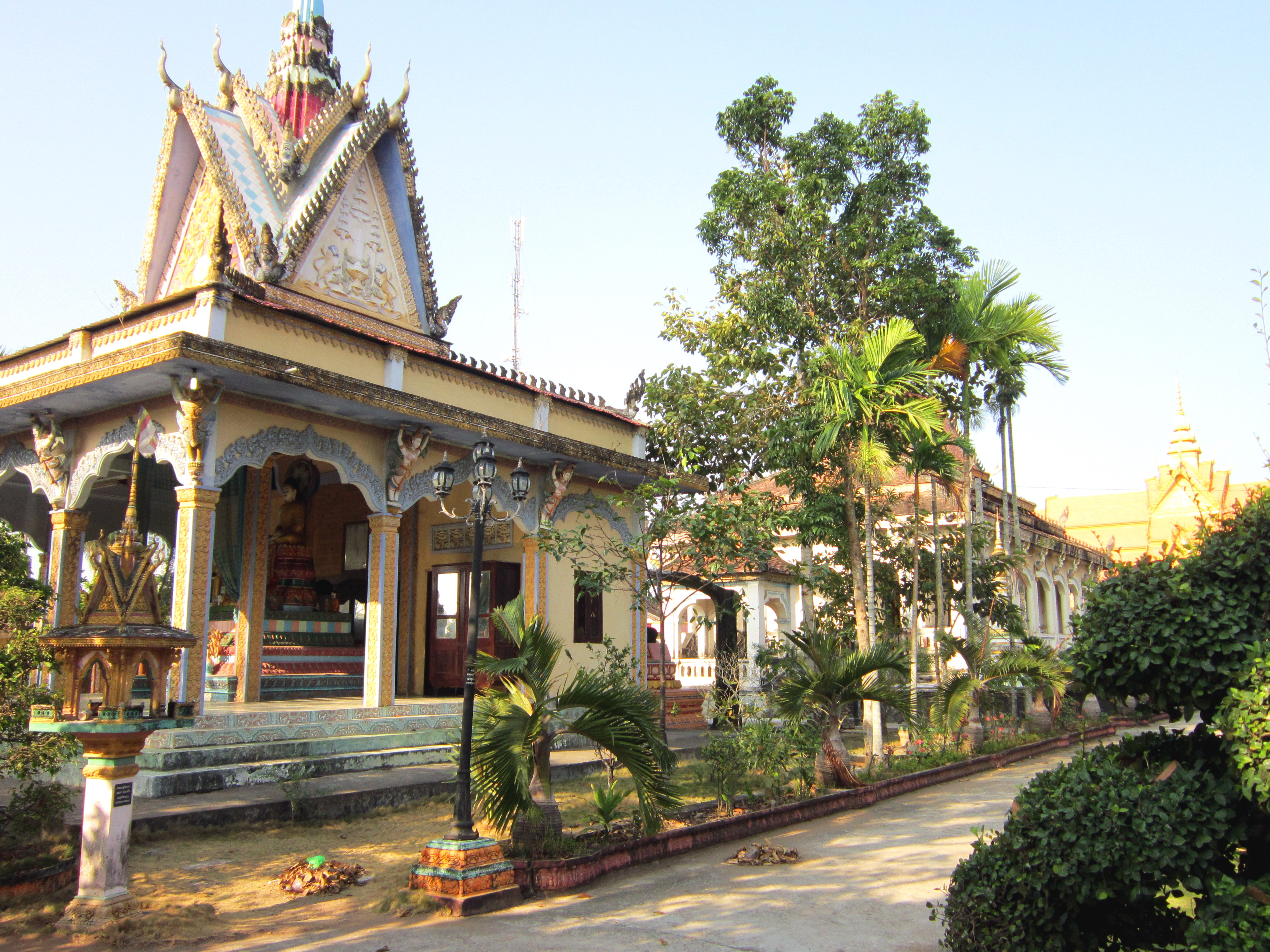
Новый храм в городе Чавинь
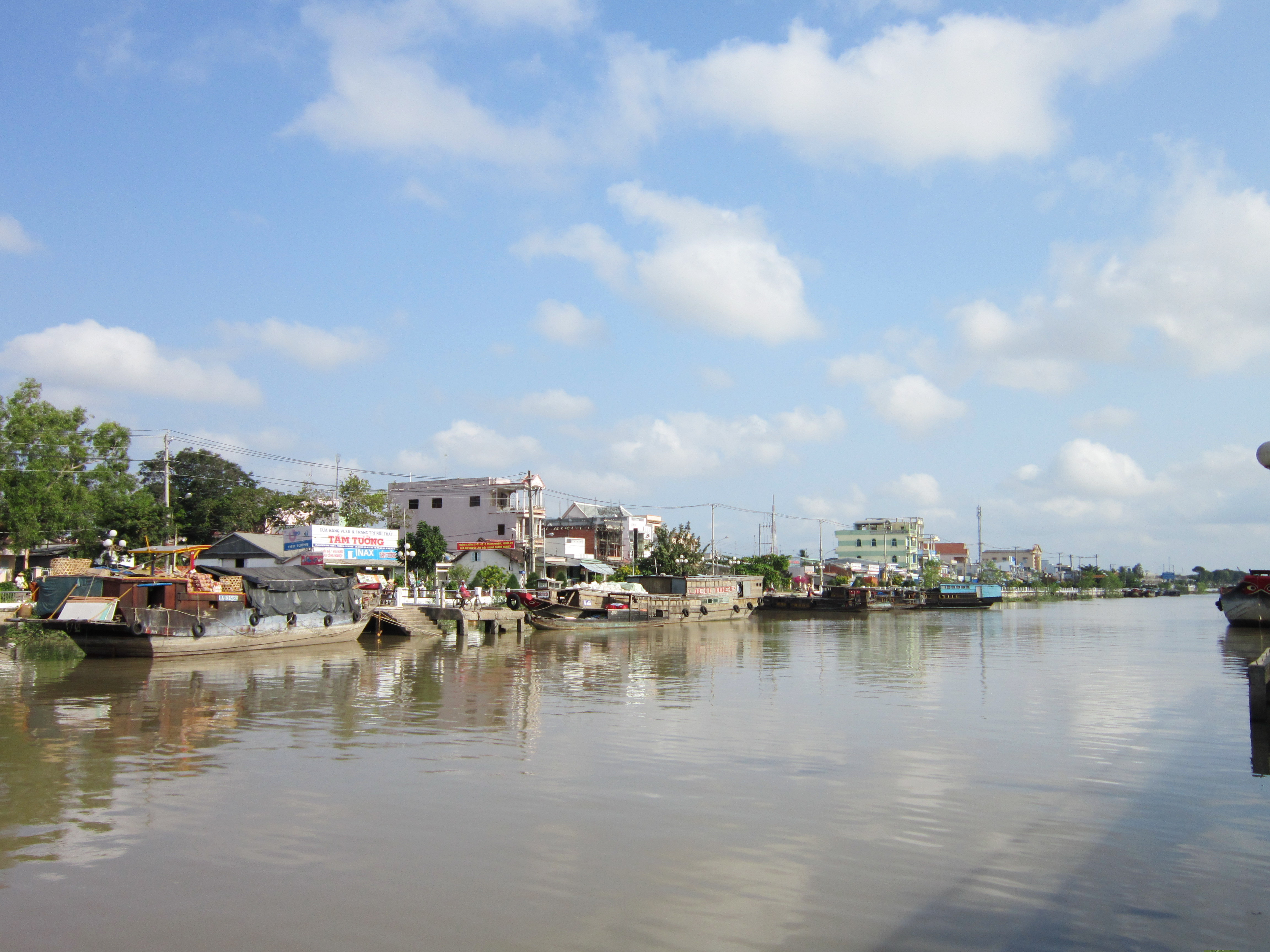
Канал, идущий через город